# Франция на летних Олимпийских играх 1920
На летних Олимпийских играх 1920 года Францию представляло 304 спортсмена (296 мужчин, 8 женщин). Они завоевали 9 золотых, 19 серебряных и 13 бронзовых медали, что вывело сборную на 8-е место в неофициальном командном зачёте.

## Медалисты
| Медаль  | Спортсмен | Вид спорта            | Дисциплина                                                    |
| ------- | --- | --------------------- | ------------------------------------------------------------- |
| Золото  | Жюльен Брюле | Стрельба из лука      | Мужчины, подвижная мишень, 50 метров                          |
| Золото  | Жозеф Гийемо | Лёгкая атлетика       | Мужчины, 5000 м                                               |
| Золото  | Поль Фрич | Бокс                  | Мужчины, до 57,2 кг                                           |
| Золото  | Фернан Кантелуб Жорж Детрей Ашиль Сушар Марсель Гобийо | Велоспорт             | Мужчины, командная гонка                                      |
| Золото  | Арман Массар | Фехтование            | Мужчины, шпага, личное первенство                             |
| Золото  | Сюзанн Ленглен | Теннис                | Женщины, одиночный разряд                                     |
| Золото  | Сюзанн Ленглен Макс Декюжи | Теннис                | Смешанный парный разряд                                       |
| Золото  | Анри Гансе | Тяжёлая атлетика      | Мужчины, до 75 кг                                             |
| Золото  | Эрне Кадин | Тяжёлая атлетика      | Мужчины, до 82,5 кг                                           |
| Серебро | Жюльен Брюле Леонс Квентин Паскаль Фовель Эжен Гризо Эжен Рише Артур Мабеллон Леон Эпин Поль Лерой | Стрельба из лука      | Мужчины, подвижная мишень, 50 метров, командное первенство    |
| Серебро | Жюльен Брюле Леонс Квентин Паскаль Фовель Эжен Гризо Эжен Рише Артур Мабеллон Леон Эпин Поль Лерой | Стрельба из лука      | Мужчины, подвижная мишень, 33 метра, командное первенство     |
| Серебро | Жюльен Брюле | Стрельба из лука      | Мужчины, подвижная мишень, 33 метров                          |
| Серебро | Леонс Квентин | Стрельба из лука      | Мужчины, подвижная мишень, 28 метров                          |
| Серебро | Жозеф Гийемо | Лёгкая атлетика       | Мужчины, 10.000 м                                             |
| Серебро | Рене Тирар Рене Лорен Рене Мурлон Эмиль Али-Хан | Лёгкая атлетика       | Мужчины, эстафета 4×100 м                                     |
| Серебро | Жан Гаше | Бокс                  | Мужчины, до 57,2 кг                                           |
| Серебро | Фьель | Конный спорт          | Мужчины, вольтижировка, личное первенство                     |
| Серебро | Фьель Салин Коши | Конный спорт          | Мужчины, вольтижировка, командное первенство                  |
| Серебро | Александр Липпманн | Фехтование            | Мужчины, шпага, личное первенство                             |
| Серебро | Филипп Катьо | Фехтование            | Мужчины, рапира, личное первенство                            |
| Серебро | Андре Лабатю Жорж Тромбер Марсель Перро Люсьен Годен Филипп Катьо Роже Дюкре Гастон Амсон Лионель Бони де Кастеллан | Фехтование            | Мужчины, рапира, командное первенство                         |
| Серебро | Жан Марграф Марк Перродон Анри де Сен-Жермен Жорж Тромбер | Фехтование            | Мужчины, сабля, командное первенство                          |
| Серебро | Марко Торрес | Спортивная гимнастика | Мужчины, личное первенство                                    |
| Серебро | Габриэль Пуа Морис Бутон Эрне Барберолль | Академическая гребля  | Мужчины, двойки распашные с рулевым                           |
| Серебро | Сборная | Регби                 | Мужчины                                                       |
| Серебро | Альбер Вей Феликс Пикон Робер Монье | Парусный спорт        | Класс «6,5 м»                                                 |
| Серебро | Леон Джонсон | Стрельба              | Мужчины, армейская винтовка лёжа, 300 м                       |
| Серебро | Леон Джонсон Андре Парментье Ахилл Парош Георг Роес Эмиль Рюмо | Стрельба              | Мужчины, армейская винтовка лёжа, 300 м, командное первенство |
| Бронза  | Жюльен Брюле Леонс Квентин Паскаль Фовель Эжен Гризо Эжен Рише Артур Мабеллон Леон Эпин Поль Лерой | Стрельба из лука      | Мужчины, подвижная мишень, 28 метров, командное первенство    |
| Бронза  | Гео Андре Гастон Фери Морис Дельвар Андре Дево | Лёгкая атлетика       | Мужчины, эстафета 4×400 м                                     |
| Бронза  | Альбер Элюэр | Бокс                  | Мужчины, свыше 79,4 кг                                        |
| Бронза  | Фернан Кантелуб | Велоспорт             | Мужчины, индивидуальная гонка                                 |
| Бронза  | Роже Дюкре | Фехтование            | Мужчины, рапира, личное первенство                            |
| Бронза  | Гюстав Бюшар | Фехтование            | Мужчины, шпага, личное первенство                             |
| Бронза  | Арман Массар Александр Липпманн Гюстав Бюшар Жорж Казанова Жорж Тромбер Гастон Амсон Эмиль Моро | Фехтование            | Мужчины, шпага, командное первенство                          |
| Бронза  | Жан Гуно | Спортивная гимнастика | Мужчины, личное первенство                                    |
| Бронза  | Жорж Берже Эмиль Буше Рене Буланже Альфред Бюйенн Эжен Кордоннье Леон Дельзарт Люсьен Демане Поль Дюрен Виктор Дюван Фернан Фоконнье Артур Эрманн Альбер Эрсуа Альфонс Ижелен Огюст Оэль Луи Кемп Жорж Лагуж Полен Лемер Эрне Леспинасс Эмиль Мартель Жюль Пирар Эжен Полль Жорж Тюрнер Марко Торрес Франсуа Вальке Жюльен Вартей Поль Вартей | Спортивная гимнастика | Мужчины, командное первенство                                 |
| Бронза  | Гастон Жиран Альфред Пле | Академическая гребля  | Мужчины, двойки парные                                        |
| Бронза  | Элизабет д'Айен Сюзанн Ленглен | Теннис                | Женщины, парный разряд                                        |
| Бронза  | Пьер Альбарран Макс Декюжи | Теннис                | Мужчины, парный разряд                                        |
| Бронза  | Луи Берно | Тяжёлая атлетика      | Мужчины, свыше 82,5 кг                                        |